# 대한민국의 텔레비전 드라마 목록 (ㄷ)
대한민국의 텔레비전 드라마 목록 (ㄷ)에서는 ㄷ으로 시작되는 제목의 대한민국의 드라마를 서술한다.

## 다
- 다 함께 차차차
- 다 함께 차차차
- 다모
- 다섯 손가락
- 다크홀
- 닥치고 꽃미남 밴드
- 닥터 깽
- 닥터스
- 닥터 이방인
- 닥터 진
- 닥터 챔프
- 닥터 탐정
- 닥터 프로스트
- 닥터 프리즈너
- 닥터 차정숙
- 닥터 슬럼프
- 단짠 오피스
- 단, 하나의 사랑
- 단 한번의 노래
- 달까지 가자
- 달려라 장미
- 달리는 조사관
- 달빛가족
- 달의 연인 - 보보경심 려
- 달이 뜨는 강
- 달자의 봄
- 달콤살벌 패밀리
- 달콤한 원수
- 달콤한 인생
- 달콤한 인생 (드라마)
- 달동네
- 당신 뿐이야
- 당신 옆이 좋아
- 당신만이 내사랑
- 당신이 그리워질때
- 당신의 여자
- 당돌한 여자
- 당신 곁으로
- 당신 뿐인데
- 당신 없는 행복이란
- 당신 참 예쁘다
- 당신은 누구시길래
- 당신은 누구시길래
- 당신은 선물
- 당신의 여자
- 당신의 축배
- 당신의 하우스헬퍼
- 당신이 잠든 사이
- 닿을 듯 말 듯
- 대군 - 사랑을 그리다
- 대망)
- 대명
- 대박
- 대왕의 길
- 대왕의 꿈
- 대원군
- 대장금
- 대장금이 보고있다
- 대조영
- 대풍수
- 대한민국 변호사
- 댁의 남편은 어떠십니까?

## 더
- 더 바이러스
- 더 뱅커
- 더 이상은 못 참아
- 더 패키지
- 더킹 투하츠
- 덕이
- 데릴남편 오작두
- 더 게임: 0시를 향하여
- 더 킹 : 영원의 군주

## 도
- 쓸쓸하고 찬란하神 - 도깨비
- 도깨비가 간다
- 도둑놈, 도둑님
- 도둑의 딸
- 도둑의 아내
- 도로시를 찾아라
- 도롱뇽도사와 그림자 조작단
- 도망자 이두용
- 도망자 플랜 B
- 도시락 (드라마)
- 도쿄 여우비
- 독신천하
- 돈꽃 (2017년 드라마)
- 돈의 화신
- 돌아온 일지매
- 돌아온 황금복
- 동네변호사 조들호 (드라마)
- 동네변호사 조들호 2: 죄와 벌
- 동네의 영웅
- 동백꽃 필 무렵
- 동안미녀
- 동양극장 (드라마)
- 동이
- 동의보감 (드라마)
- 된장 군과 낫토 짱의 결혼 전쟁

## 두
- 두 아내
- 두 여자의 방
- 두 자매
- 두려움 없는 사랑
- 두번째 스무살
- 두번째 프러포즈
- 듀얼 (드라마)

## 드
- 드라마 스테이지
- 드라마의 제왕
- 드림 (드라마)
- 드림하이
- 드림하이 2
- 들꽃 (2005년 드라마)

## 디
- 디데이 (드라마)
- 디어 마이 프렌즈

## ㄸ
- 따뜻한 말 한마디
- 딸부잣집 (드라마)
- 땅 (1991년 드라마)
- 땅울림 (드라마)
- 때로는 타인처럼
- 땐뽀걸즈
- 떴다! 패밀리
- 떼루아 (드라마)
- 또 하나의 시작
- 또 하나의 행복
- 또! 오해영
- 뜨거운 강